# Kurskaja (Stawropol)
Kurskaja (russisch Курска́я) ist eine Staniza in der Region Stawropol in Russland mit 12.045 Einwohnern (Stand 14. Oktober 2010).

## Geographie
Der Ort liegt im Kaukasusvorland etwa 220 km Luftlinie südöstlich des Regionsverwaltungszentrums Stawropol nahe der Grenze zur Republik Kabardino-Balkarien und etwa 25 km nördlich der Grenze zur Republik Inguschetien. Er befindet sich vorwiegend am linken Ufer des Flusses Kura, der als Bifurkation der Malka entsteht und sich gut 50 km östlich von Kurskaja in halbwüstenartigem Gebiet verliert. Beim Ort ist der Fluss seit 1948 zum etwa 5 km² großen Stausee Kurskoje wodochranilischtsche angestaut, der ursprünglich der Energieerzeugung, heute Bewässerung, Erholung und Fischfang dient.
Kurskaja ist Verwaltungszentrum des Rajons Kurski sowie Sitz der Landgemeinde (selskoje posselenije) Kurski selsowet, zu der außerdem das Dorf Dobrowolnoje (12 km nordnordöstlich), die Siedlung Rowny (13 km nordnordwestlich) sowie die Weiler (chutor) Nowaja Derewnja (faktisch westlich anschließend) und Nowotawritscheski (11 km nördlich) gehören.

## Geschichte
Der Ort wurde am 2. Juli 1784 von Umsiedlern aus Zentralrussland gegründet, die später zu den Kosaken gezählt wurden, was 1833 die Verleihung des Status einer Staniza zur Folge hatte. Der Ortsname bezieht sich auf den Fluss.
Seit 2. Januar 1935 ist Kurskaja Verwaltungszentrum eines Rajons. Im Zweiten Weltkrieg war die Staniza von Mitte August bis Ende Dezember 1942 von der deutschen Wehrmacht besetzt und befand sich lange im unmittelbaren Frontbereich.

### Bevölkerungsentwicklung
| Jahr | Einwohner |
| ---- | --------- |
| 1914 | 1.540     |
| 1939 | 3.526     |
| 1959 | 4.119     |
| 1970 | 7.403     |
| 1979 | 9.144     |
| 1989 | 10.562    |
| 2002 | 11.824    |
| 2010 | 12.045    |

Anmerkung: ab 1939 Volkszählungsdaten

## Verkehr
Die Staniza wird südlich von der Regionalstraße 07K-046 umgangen, die das 70 km westlich gelegene Nowopawlowsk mit der Stadt Mosdok in Inguschetien, 35 km südlich von Kuskaja, verbindet. Dort befindet sich auch die nächstgelegene Bahnstation an der Strecke Rostow am Don – Machatschkala – Baku.